# La Nymphe surprise
La Nymphe surprise est un tableau réalisé par Édouard Manet entre 1859 et 1861.
La compagne du peintre, Suzanne Leenhoff, y est figurée sous les traits d'une nymphe. 

## Histoire de l'œuvre
Elle est peinte à un moment charnière de la carrière de Manet, lorsqu'après un passage par l'atelier Couture (où il réalise de nombreuses copies des maîtres anciens), il voyage en Italie et s'inscrit, en 1858, à la consultation du Cabinet des estampes de la Bibliothèque nationale de France. Cette toile est considérée comme le premier grand tableau-laboratoire de Manet reprenant des modèles de la grande peinture italienne et hollandaise des XVIe et XVIIe siècles.
Le modèle est probablement Suzanne Leenhoff, la Hollandaise qui travaillait alors comme professeur de piano pour la famille Manet et que l'artiste épousa en 1863. 
Selon Barskaya, ce tableau a été achevé et envoyé par l'artiste à l'exposition de l'Académie russe des Beaux-Arts en 1861 sous le titre Nymphe et Satyre. 
En 1867, il l'expose dans l'exposition personnelle qu'il organise avenue de l'Alma après avoir été rejeté à l'Exposition universelle. Elle figure également, avec le titre Nymphe, à la huitième place, dans la liste que Manet lui-même dressa en 1871 de ses 25 meilleurs invendus. Elle reste en la possession de l'artiste jusqu'à sa mort. 
Après la mort de l'artiste, Paul Eudel mentionne l'œuvre à l'occasion de l'exposition-vente à l'Hôtel Drouot, sous le titre Bethsabé au bain.
Antonin Proust, dans ses Souvenirs de Manet publiés dans la Revue Blanche en 1897, précise que cette œuvre a été conçue à l'origine comme un grand tableau représentant Moïse sauvé des eaux, puis découpé par l'artiste pour ne conserver que la figure nue au premier plan, qu'il appela Nymphe surprise. Cette affirmation a été étayée par l'étude de l'esquisse de 35 x 46 cm conservée à la Galerie nationale d'Oslo dans laquelle apparaît la figure nue de la Nymphe accompagnée d'une autre figure féminine habillée qui semble se peigner les cheveux, tandis qu'à gauche une autre femme accroupie dans une pose étrange, ramasse apparemment un objet sombre dans le lit d'une rivière. 
Enfin, des études techniques réalisées entre 1956 et 1982 à Buenos Aires par Juan Corradini révèlent l'existence de repentirs qui lient clairement la Nymphe au croquis d'Oslo. Des études ultérieures aux rayons infrarouges par Corradini lui-même ont finalement confirmé, en 1983, la présence de la tête de faune ou de satyre parmi le feuillage que l'on devinait sur les anciennes photos. Corradini a suggéré en 1983 la possibilité qu'elle ait pu être dissimulée par Jules et Édouard Vibert, Rudolf Leenhoff ou un des premiers restaurateurs.
Elle est exposée aujourd'hui au musée national des beaux-arts d'Argentine à Buenos-Aires.
Deux esquisses sur toile de ce projet ont été conservées :

Esquisses connues
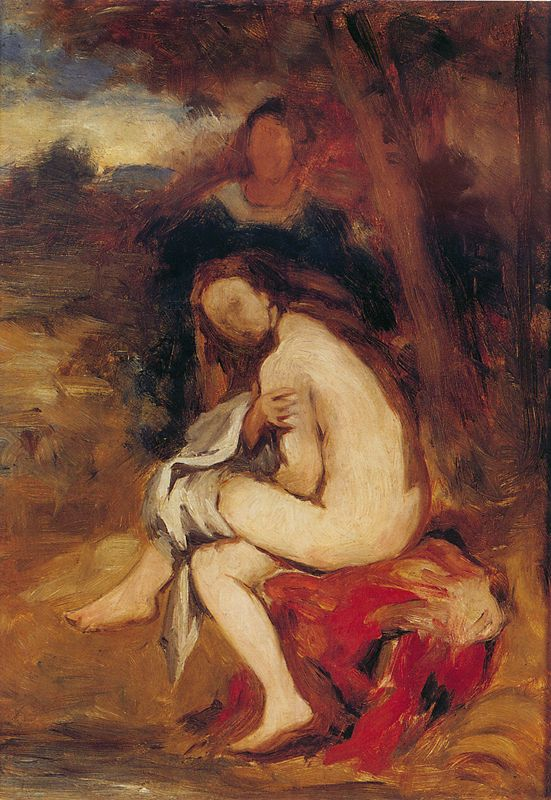
1861 (collection particulière)
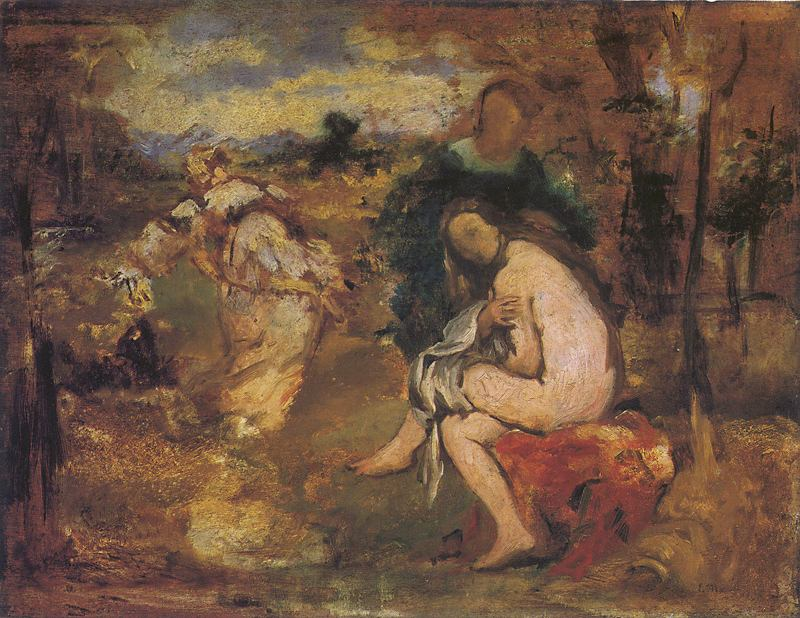
1860 (musée national de l'art, de l'architecture et du design, Oslo)